# Liou Siang
Liou Siang (čínsky: 刘翔; pinyin: Liú Xiáng; * 13. července 1983, Šanghaj, Čína) je čínský atlet, překážkář. Liou Siang v současnosti drží olympijský rekord v běhu na 110 metrů překážek časem 12,91 s., který zaběhl na LOH 2004 v Aténách 
a je také mistrem světa z Ósaky z roku 2007 (čas 12,88 s).
V kariéře zaběhl již mnohokrát pod stále ještě magickou bariéru 13 sekund a v historii jen on, Američané David Oliver a Aries Merritt a Dayron Robles z Kuby zaběhli pod 12,90 s. Na olympiádě v Pekingu neuspěl kvůli nedoléčenému zranění achillovy šlachy.